# Antoni Ferran i Satayol

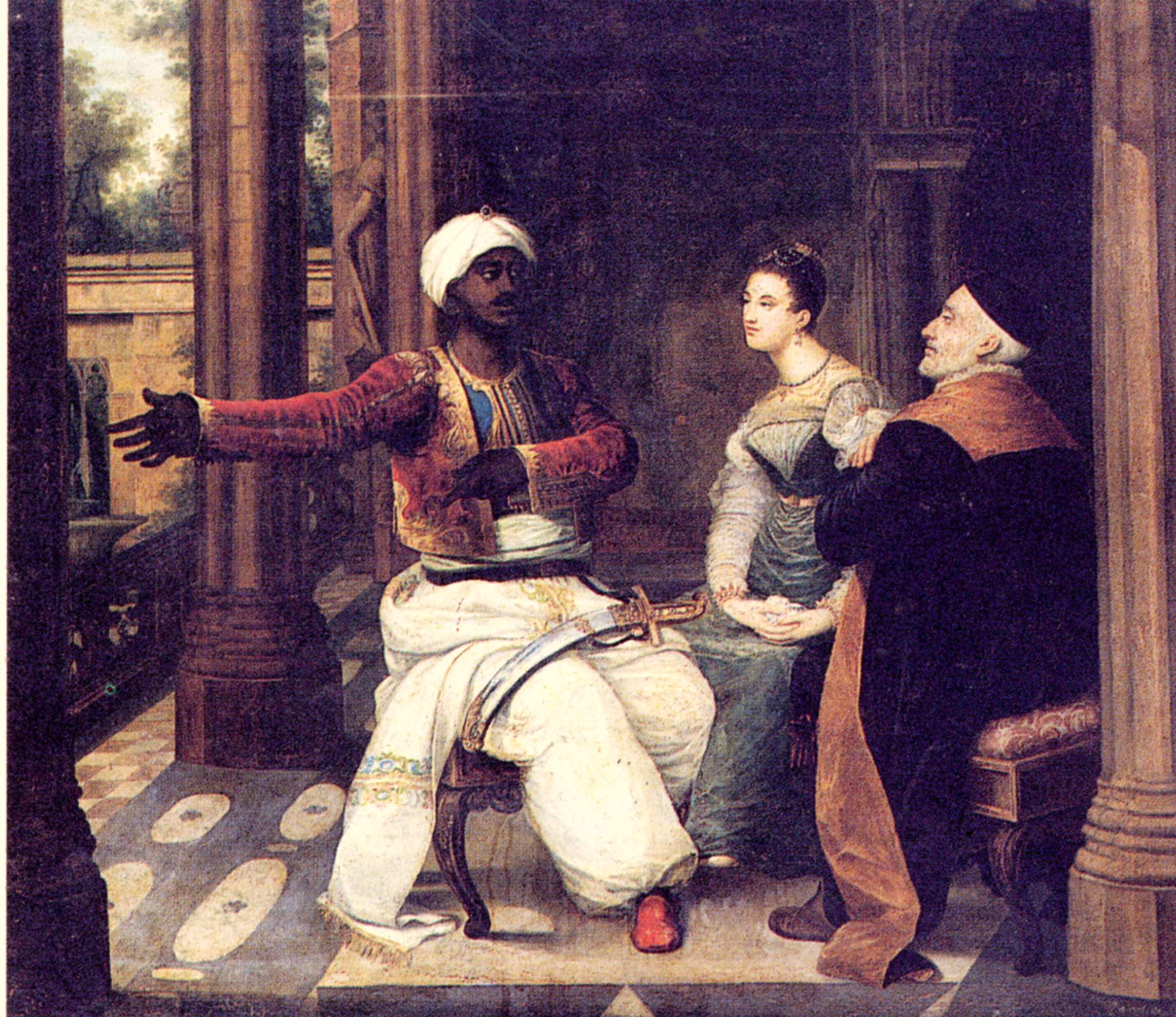
Antoni Ferran i Satayol, Otel·lo presentant-se al dux de Venècia i a la seva filla(a. 1837), oli sobre tela, 87 x 100 cm, Reial Acadèmia Catalana de Belles Arts de Sant Jordi (inv. gen. 24)

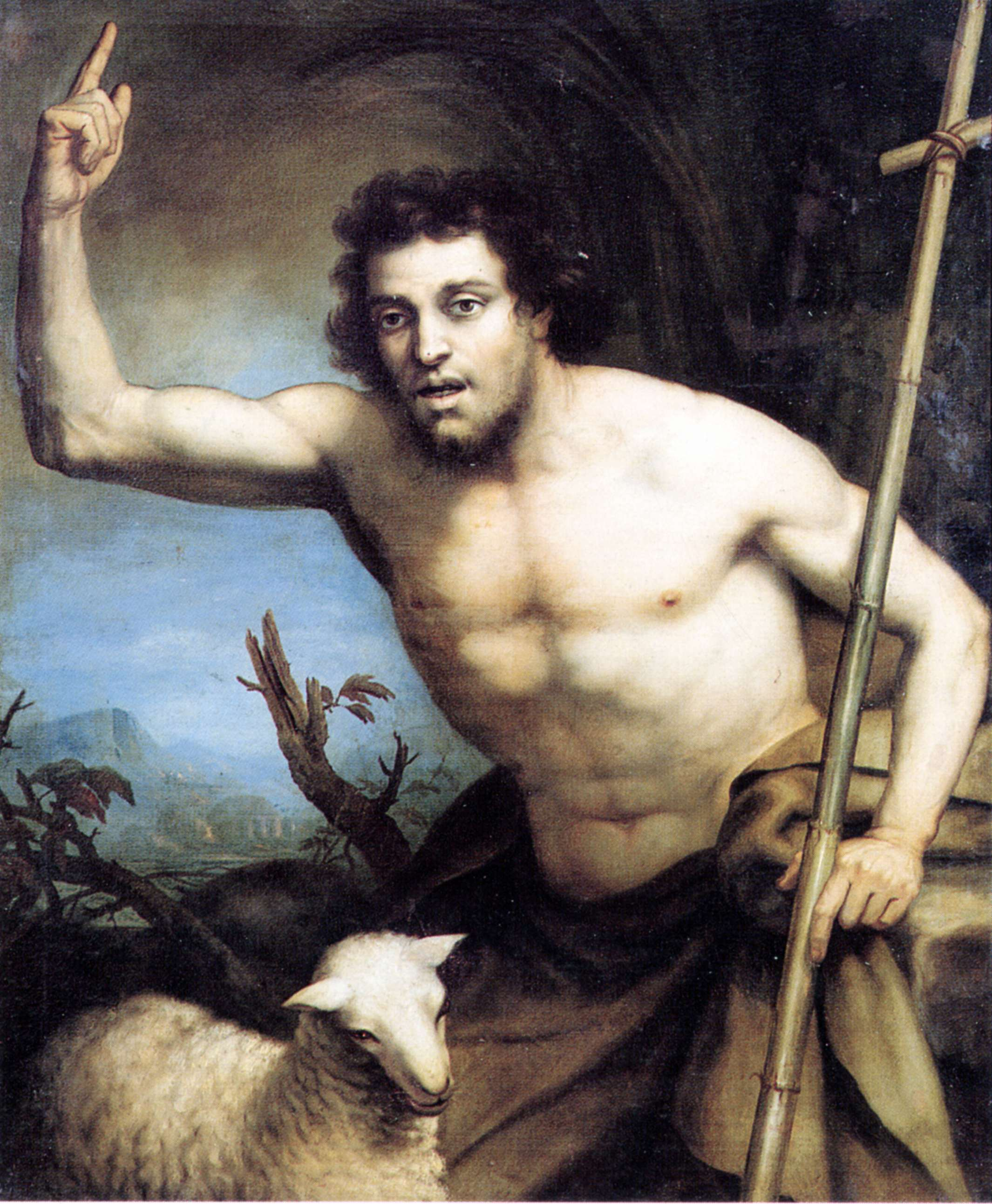
Antoni Ferran i Satayol, Sant Joan Baptista, oli sobre tela, 137 x 111 cm, Reial Acadèmia Catalana de Belles Arts de Sant Jordi (inv. gen. 373)

Antoni Ferran i Satayol (Barcelona, 1786 - 4 d'abril de 1857) va ser un pintor català, vinculat tota la vida a l'escola de la Llotja de Barcelona, on va ser alumne i posteriorment professor. Conreà una pintura neoclàssica pesant, contaminada encara de barroquisme. Les seves principals obres es conserven a col·leccions dels seus descendents i a la Reial Acadèmia Catalana de Belles Arts de Sant Jordi, de la que fou membre des del 1850. Es considera obra seva (tot i que també ha estat atribuït a Josep Arrau) el quadre La Patuleia que representa el motí popular de 1835 i que es conserva al Museu d'Història de Barcelona. El seu fill, Manuel Ferran i Bayona, també fou pintor.